# Celulit
Celulit je potkožna naslaga masnog tkiva s karakterističnim udubinama i čvorićima („narančina kora”); stanje kod kojeg dolazi do nagomilavanja masnoća i toksina pod kožom zbog čega dolazi do slabljenja vezivnog tkiva, koje povezuje kožu s mišićima te stvaranja karakterističnog nabiranja gornjeg sloja kože. Ovo stanje osobito je karakteristično za neke dijelove tijela kao što su područje nadlaktice, trbuha, stražnjice te donjih ekstremiteta (udova). Celulit se uglavnom javlja nakon puberteta i to uglavnom u mladih djevojaka, a rjeđe mladića. Nažalost zbog pogrešnih prehrambenih navika te nedostatka dnevne rutine konzumiranja obroka i pogrešnih izvora namirnica uz nisku fizičku aktivnost sve je učestalija pojava i u odraslih ljudi.

## Povijest
Zanimljivo je dodati da je termin celulit prvi puta upotrebljen 1920. Godine te se od tada sve češće počeo pojavljivati pogotovo u tiskanim časopisima. Časopis Vouge je uvelike doprinio „popularizaciji” ovog pojma koji uglavnom opterećuje žene. Važno je dodati da je nekada debljina bila simbol moći i bogatstva dok se danas na nju gleda mnogo drugačije osobito zbog drastičnog utjecaja na zdravstveni status osobe.

## Epidemiologija i uzroci
Hormoni igraju važnu ulogu u nastanku i formiranju celulita. Od svih hormona pretpostavlja se da estrogen ima ključnu ulogu u nastanku celulita iako za ovakve tvrdnje nema pouzdanih kliničkih dokaza. Osim što daju čvrstoću i elasticitet koži, oni reguliraju cirkulaciju krvi i limfe u organizmu, a pospješuju i bujanje masnog i vezivnog tkiva. Upravo zbog estrogena pojavnost celulita kod pripadnika muškog spola, osim u slučajevima manjka androgenih spolnih hormona, je drastično niža. No uz estrogen postoji čitav niz hormona koji pospješuju nastanak i razvoj celulita to su katekolamnini (adrenalin, noradrenalin i kortizol) zatim inzulin, prolaktin te tiroidni hormoni. Uzroci nastanka celulita uključuju promjene u metabolizmu, fiziologiji pogrešnoj prehrani, promjene u strukturi vezivnog tkiva, hormonalnim utjecajima, genetskim utjecajima.

## Nurnberg-Muellerova ljestvica
Nurnberg-Muellerova ljestvica je najzastupljenija te ujedno i najjednostavniji način klasifikacije celulita. Obavlja se vizualnim pregledom kože te promjenama na njoj zbog mehaničkog djeovanja kada pacijent leži odnosno stoji uspravno. Ljestvica se sastoji od 4 vrijednosti (0, 1, 2 i 3). Vrijednost 0 odnosi se na stanje u kojem celulit nije vidljiv, čak ni pod mehaničkim djelovanjem, a osoba stoji uspravno. Vrijednost 1 predstavlja stanje kod kojeg celulit postaje vidljiv tek zbog mehaničkog djelovanja na kožu. Vrijednost 2 predstavlja stanje u kojem je celulit vidljiv kada osoba stoji uspravno, dok vrijednost 3 predstavlja stanje kod kojeg je celulit vidljiv i kada osoba stoji uspravno i kada leži.

## Način života
Visok utjecaj stresa, preskakanje obroka, neispavanost i iscrpljenost su stanja, koja uz genetičke predispozicije ubrzavaju nastanak celulita. Primjerenom prehranom, fizičkom aktivnošću te tehnikama masaže moguće je postići dobre rezultate.

## Niskokalorična prehrana
Niskokalorična prehrana jedino je rješenje u borbi protiv celulita, no ovdje valja biti oprezan jer ako energetski unos spustimo prenisko može doći do usporavanja metabolizma (stanje gladi) što ima kontraproduktivan učinak na mršavljenje tj. gubitak težine i zdravlje pojedinca. Ovoje samo prvi dio problema koji se mora svladati kod gubitka težine, jer je još i važnije postignutu težinu uspjeti održati.To je moguće postići potupnim povećanjem energetskog unosa i usvajanjem novih navika koje s vremenom postaju svakodnevnom rutinom.